# Marcador genètic
Un marcador genètic és un element del genoma, variable entre diferents individus, que permet l'elaboració de mapes genètics. Un bon marcador genètic ha d'estar homogèniament repartit pel genoma i ha de ser molt polimòrfic, és a dir, tenir una elevada probabilitat de ser diferent entre individus diferents.

## Ús dels marcadors genètics
Els marcadors genètics s'utilitzen per a l'elaboració de mapes genètics que permeten l'estudi de l'herència d'aquelles malalties el gen causant de les quals encara no ha estat ben localitzat al genoma. Així mateix, els marcadors genètics també s'utilitzen com a eines de diagnòstic, ja que sovint presenten una bona correlació estadística amb certes malalties i la seva anàlisi sol ser més ràpida i més fàcil que la detecció dels símptomes de determinades malalties. Aquest diagnòstic precoç pot ser determinant per al tractament adequat de la malaltia.

## Principals marcadors genètics
Antigament, es feien servir els grups sanguinis, les proteïnes de la sang o les proteïnes HLA com a marcadors genètics, però actualment, els principals marcadors genètics són els RFLP, els VNTR i els SNP.

### Polimorfismes en dianes de restricció
L'acrònim RFLP fa referència als polimorfismes en dianes de restricció (Restriction Fragment Length Polymorphism). Aquest tipus de marcadors fan referència a canvis en la seqüència d'ADN d'una diana de restricció que permet o no el tall per part d'un enzim de restricció. Així doncs, segons la seqüència de la diana de restricció que presenti cada individu, el patró de bandes obtingut per la digestió de l'ADN amb un enzim de restricció variarà d'un individu a un altre. Aquests marcadors van ser descoberts el 1975 i es tracta de marcadors bial·lèlics de manera que no són massa polimòrfics i per tant, són poc informatius.

### Polimorfismes en el nombre de repeticions en tandem
Els VNTR (Variable Number of Tandem Repeats) són sèries de seqüències d'ADN genòmic que presenten diverses repeticions. Dins d'aquesta categoria trobem els anomenats minisatèl·lits i els microsatèl·lits. En el cas dels minisatèl·lits la unitat repetida té uns 25 parells de base i formen grups de fins a uns 20.000 parells de bases (20 Kbp) de manera que són molt polimòrfics i molt informatius. Tenen l'inconvenient de no estar uniformament distribuïts pel genoma, sinó que tendeixen a agrupar-se a prop dels extrems dels cromosomes. Són massa llargs per ser amplificats per PCR. Per altra banda, els microsatèl·lits també són VNTR i també se'ls anomena STR. Consisteixen en repeticions de seqüències de dos, tres o quatre nucleòtids que es repeteixen fins a 10 o 20 repeticions. La majoria són del tipus (CA)n. Presenten un elevat grau d'informació, molt polimorfisme i estan repartits uniformement per tot el genoma.

### Polimorfismes d'un únic nucleòtid
Els SNP (Single Nucleotide Polymorphism) són polimorfismes d'un únic nucleòtid. La majoria són bial·lèlics i són menys informatius que els microsatèl·lits, però són molt més abundants i es poden analitzar de forma automàtica. Actualment són els més utilitzats.